# ロチェスター工科大学
ロチェスター工科大学 (Rochester Institute of Technology, RIT) は、アメリカ合衆国ニューヨーク州ロチェスター郊外のヘンリエッタに本部を置く私立の工科系総合大学である。1829年創立し、1944年に現在の名称に改名された。RIT（アールアイティー）の略称でも親しまれる。学部生13,861人、大学院生2,633人。校訓は"A category-of-one university"。同じロチェスターにあるロチェスター大学と並び、地域を代表する理工学及びコンピューター系の大学である。

## キャンパス
ニューヨーク州ロチェスター市の郊外ヘンリエッタに1,300エーカーの広大なメインキャンパスを構えている。ロチェスター市はニューヨーク北西部のオンタリオ湖岸に位置する人口219,773人（2000年国勢調査）の同州第3の都市である。同市はボシュロムやイーストマン・コダックの本社所在地、及びゼロックス創業の地として有名である。ロチェスターはThe World's Image Centre（世界のイメージの中心地）という別名も持っている。

## 歴史
ロチェスター工科大学は1829年にナサニエル・ロチェスター大佐やその共同者によって設立された文学学会Rochester Athenaeum（当時の文学好きの集会）を発端とする。1891年には当時の職業訓練所であったMechanics Instituteと合併し、1944年に現存の大学となる。当時はロチェスター市のダウンタウンに位置していたが、1961年のグレース・ワトソンからの予期せぬ327万ドルの寄付をきっかけに、現在のキャンパスが位置するヘンリエッタへの移動を開始した。1968年に現存のキャンパスの基になる設備が完成した。その後同大学は設備を増やし続け、特に2000年頃からは新しい運動施設、バイオ研究所、コンピューター科学研究所、マイクロ科学研究所、企業家育成所などを次々と設立している。

## 特色
アメリカの名門工科大学の1つと評されており、特に工学、コンピューター科学、イメージ科学、写真・芸術などにおいて有名な存在である。USNewsの2009年版大学ランキングでは北東地区9位の評価を得ている。学部教育に力を入れており、博士課程を数多く有する他の総合大学とは一線を画している。
特筆すべきは同大学の多くの学部で必修となっているコーププログラム（長期インターンシップ）で、情報学や工学部では1～1.5年の実務経験を卒業以前に行うことが求められる。これによりロチェスター工科大の就職率は非常に高くなっている。
ロチェスター市はコダック、ゼロックス、ITTなどの光学機器企業が開発の本拠点を置いているため、光学に関する研究が大変盛んに行われている。ロチェスター工科大学はイメージ科学の研究において世界をリードする位置にある。イメージ科学の研究費用は同大学のなかで最も高く、映像技術に関するさまざまな研究が行われている。また隣ロチェスター大学のThe Institute of Optics（光学研究所）は光学研究においてトップレベルである。
同大学は工学や情報学の分野でも著名である。Center for Microelectronic and Computer Engineeringでは半導体やナノテクノロジーの研究が行われている。またCenter for Advancing the Study of CyberInfrastructureでは情報科学、イメージ科学、生物工学などの共同研究などが行われている。2006年にはトヨタ自動車が生産システムラボを工学部内に設置した。
ロチェスター工科大の芸術学カレッジは全米でトップレベルに位置しており、数多くの写真家や芸術家を輩出している。他のトップスクールは芸術専門校が多く、工学系大学のランク入りは異色である。
キャンパスの敷地内には国立のNTID（国立聾工科大学）が併設されている。これによりロチェスター工科大学では数多くのろう学生が他の学生と共に学んでいる。手話による翻訳やクラスノート補助などが充実しており、学習がしやすいように工夫されている。NTIDは同大学の多様性に大きく貢献している。
特筆すべきロチェスター工科大学の行事にイマジンRITがある。この行事はロチェスター工科大学とその活動の公共認知を目的としており、現在の学長であるウィリアム・デスラーの号令により2008年の5月に第1回目のイマジンRITが開かれた。同校の理工学教育と芸術教育への重視を反映して、行事のスローガンは「右脳と左脳がぶつかる時」とされた。イマジンRITでは同大学の研究成果や卒業製作などがキャンパス中に展示され、参加者はプロトタイプの工学デザインや生徒が作ったアートなどに触れる事ができる。イマジンRITのテーマはイノベーションとクリエーティビティとされており、これがオバマ政権の重視する経済政策と合致していたため、2009年に開かれた第２回においては学長からホワイトハウスに招待状が送られた。しかしながら日程の関係上バラック・オバマ大統領の訪問は実現されなかった。
2008年には、アラブ首長国連邦のドバイ政府と共同でロチェスター工科大学ドバイ校(RIT Dubai) を設置した。
ロチェスター工科大には９つの教育研究組織がある。
- College of Applied Science and Technology（応用理工学）
- E. Philip Saunders College of Business（経営学）
- B. Thomas Golisano College of Computing and Information Sciences（情報学）
- Kate Gleason College of Engineering（工学）
- College of Imaging Arts and Sciences（芸術学）
- College of Liberal Arts（教養学）
- College of Science（理学）
- College of Health Sciences and Technology (医療科学・工学)
- National Technical Institute for the Deaf（国立聾工科大学：ろう学生がロチェスター工科大学で履修する場合、手話通訳や授業のノート取りなどによる補助がある。）

## 関係者
主要記事：w:List of Rochester Institute of Technology alumni